# Кри (озеро)
Кри (англ. Cree Lake) — озеро в провинции Саскачеван в Канаде. Расположено на севере провинции западнее Оленьева озера и южнее озера Атабаска. Одно из больших озёр Канады — площадь водной поверхности 1152 км², общая площадь — 1435 км², четвёртое по величине озеро в провинции Саскачеван. Высота над уровнем моря 487 метров. Ледостав с ноября по июнь. Озеро Кри имеет множество островов, один из которых населён. Сток из озера на север в систему озера Атабаска через реку Кри и озеро Блэк-Лейк.
Объём воды — 17,6 км³. Площадь водосборного бассейна — 4468 км².